# Rosa laevigata
Espèce
Classification phylogénétique
Le rosier des Cherokees (Rosa laevigata) est une espèce de plantes à fleurs de la famille des Rosaceae. C'est un rosier originaire du sud de la Chine, de Taïwan, du Laos et du Viêt Nam.
C'est l'unique espèce constituant la section des Laevigatae du sous-genre Eurosa.

## Synonyme
- Rosa cherokeensis Donn ex Small.

## Description
C'est un arbuste grimpant à feuilles persistantes. Ses tiges sarmenteuses, munies d'aiguillons larges, peuvent s'accrocher dans les autres arbustes et petits arbres et s'élever à des hauteurs allant jusqu'à dix mètres.
Les feuilles, de 3 à 10 cm de long, ont généralement trois folioles seulement, parfois cinq. Ces folioles sont glabres, d'un vert luisant brillant.
Les fleurs, de 6 à 10 cm cm de diamètre, aux pétales d'un blanc immaculé et aux étamines jaunes, sont très parfumées.
Elles sont suivies de cynorrhodons rouge brillant et épineux, de 2 à 4 cm de diamètre.
Les pédoncules floraux sont aussi très épineux.

## Utilisation et symbolique
L'espèce a été introduite vers 1780 dans le sud des États-Unis où elle s'est rapidement  naturalisée, et où elle a reçu le nom de « rosier des Cherokees ».
Elle est devenue la fleur officielle de la Géorgie. La fleur est pour toujours liée à la Piste des Larmes et ses pétales représentent les larmes des femmes versées pendant la période de malheur et de chagrin tout au long de la déportation depuis la terre ancestrale des  Cherokee jusqu'aux forts américains, dont celui de Gilmer parmi d'autres. Le centre doré de la fleur symbolise l'or pris à la tribu des Cherokee.

## Hybrides deRosa lævigata
- Rosa × anémonoides (Rosa lævigata × Rosa × odorata), rose anémone ou 'Pink Cherokees'
- Rosa × anémonoides 'Ramona', rose foncé
- 'Cooper's Burmese' à fleurs blanc ivoire[1]
- 'Sylver Moon' (Rosa lævigata × un hybride de Rosa wichuriana), liane à grandes fleurs blanches semi-doubles[2]